# Rangersdorf
Rangersdorf est une commune autrichienne du district de Spittal an der Drau en Carinthie.

## Géographie

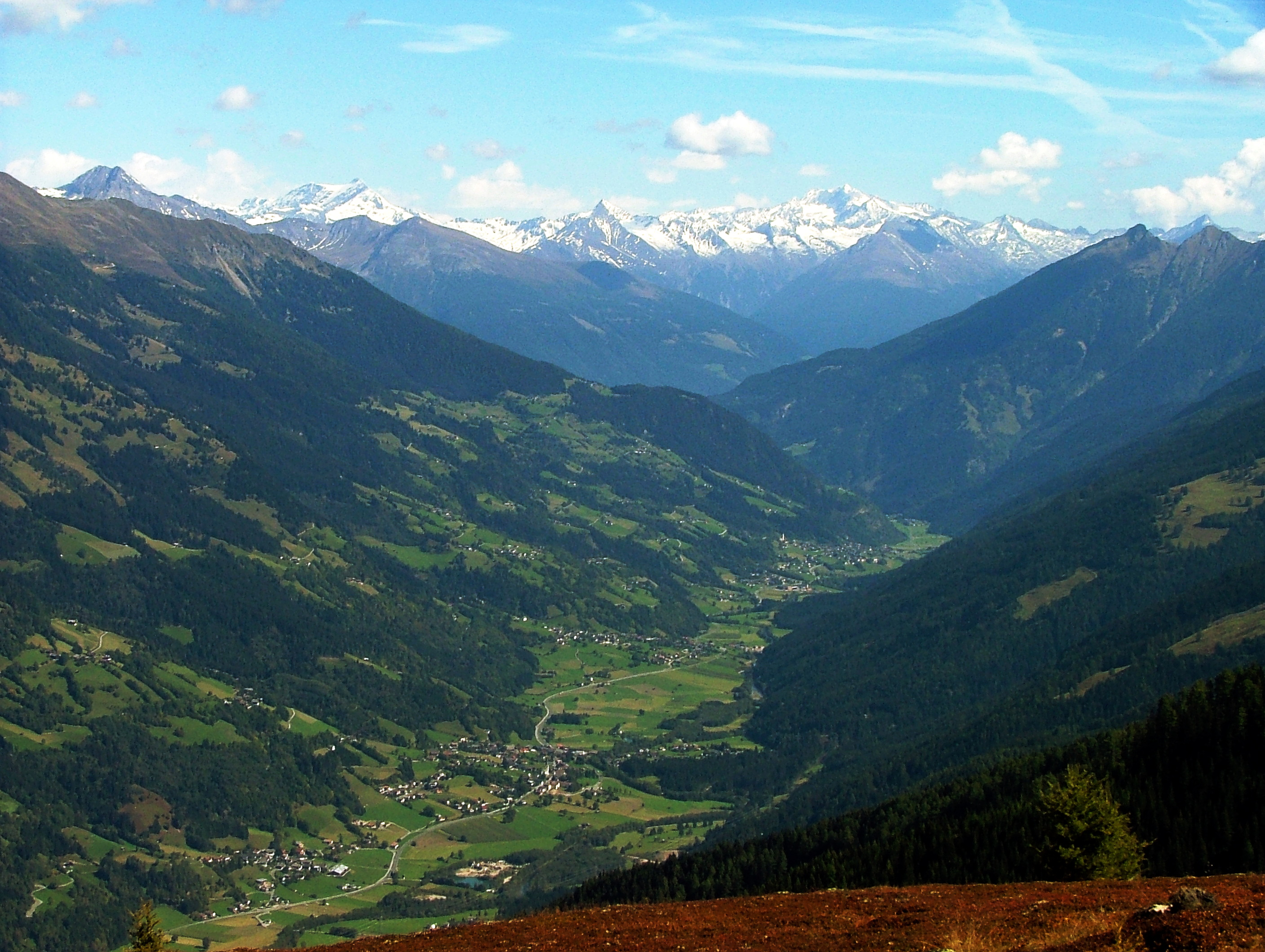
Vue sur la vallée de la Möll.

Le territoire communal s'étend dans la vallée de la Möll dans le massif des Hohe Tauern, dans l'ouest de la Carinthie. Au sud-ouest, il borde la municipalité de Nikolsdorf dans le Tyrol oriental.